# Fantasia Lusitana
Fantasia Lusitana (portugiesisch für: Lusitanische Phantasie) ist ein Dokumentarfilm des portugiesischen Regisseurs João Canijo aus dem Jahr 2010.
Der Film entstand unter Mithilfe des Historikers Hugo dos Santos und beschäftigt sich mit der Propaganda der semi-faschistischen Estado-Novo-Diktatur in Portugal während des Zweiten Weltkriegs (1939–1945). Er ist wie ein Propagandafilm der Zeit aufgemacht, und in ihm sind Zeugnisse einiger bekannter Persönlichkeiten zu hören, die sich zu der Zeit als Exilanten in Portugal aufhielten. Hanna Schygulla spricht dabei Zitate von Erika Mann, Rüdiger Vogler spricht Zitate von Alfred Döblin, und Christian Patey spricht Zitate von Antoine de Saint-Exupéry.

## Handlung
Begleitet von gesprochenen Erläuterungen und Zitaten wird hier anhand von Originalaufnahmen Portugal zur Zeit des Zweiten Weltkriegs porträtiert. Die Propaganda der Estado-Novo-Diktatur zeichnete der Bevölkerung Portugals das Bild eines friedlich und sicher bleibenden Landes inmitten einer in Krieg und Chaos versinkenden Welt, dank der weisen Führung des klerikalfaschistischen Diktators Salazar.
Trotz des nicht verheimlichten massenhaften Ansturms von Emigranten und Flüchtlingen und den Engpässen in der alltäglichen Versorgung verbreitete die Propaganda den Eindruck, der Krieg bliebe dennoch vollständig vor den Grenzen Portugals. Insbesondere die eindringliche Berichterstattung im Jornal Português, der portugiesischen Wochenschau, wird hier als ein bis ans Groteske reichendes Werkzeug gezeigt, mit dem man eine Art beschützendes Unterbewusstsein schuf. Die väterliche, also strenge, aber gutmeinende Staatsführung ist in der Propaganda Schöpfer und einziger Garant dieses Schutzes, der das Land inmitten des Krieges zu einer Insel des sicheren Friedens und des Wohlstands machte.

## Produktion und Rezeption
Der Film wurde von der portugiesischen Filmproduktionsgesellschaft Periferia Filmes produziert, mit Unterstützung des öffentlich-rechtlichen Fernsehsenders RTP, der Filmförderungsanstalt Portugals (ICA), der Universidade Lusófona und der Stadtverwaltungen von Lissabon und Cascais.
Der Film feierte seine Premiere am 22. April 2010, im Wettbewerb beim 7. IndieLisboa. Er lief danach auf weiteren Filmfestivals, darunter das Provincetown International Film Festival und das La Rochelle Film Festival. Beim Filmfestival Caminhos do Cinema Português wurde der Film für seinen Schnitt ausgezeichnet.
Seinen Kinostart hatte er am 29. April 2010 in zwei Kinos (eins in Lissabon und eins in Porto) und zählte danach 4.127 Zuschauer.
Fantasia Lusitana erschien 2010 bei Midas Filmes mit umfangreichem Bonusmaterial als DVD.